# Guilford (Maine)
Guilford és una població dels Estats Units a l'estat de Maine (EUA). Segons el cens del 2000 tenia 1.531 habitants.

## Demografia
Segons el cens del 2000, Guilford tenia 1.531 habitants, 652 habitatges, i 438 famílies. La densitat de població era de 16,9 habitants/km².
Dels 652 habitatges en un 27,3% hi vivien nens de menys de 18 anys, en un 49,1% hi vivien parelles casades, en un 12,7% dones solteres, i en un 32,8% no eren unitats familiars. En el 26,7% dels habitatges hi vivien persones soles el 14% de les quals corresponia a persones de 65 anys o més que vivien soles. El nombre mitjà de persones vivint en cada habitatge era de 2,35 i el nombre mitjà de persones que vivien en cada família era de 2,79.
Per edats la població es repartia de la següent manera: un 23,4% tenia menys de 18 anys, un 7,5% entre 18 i 24, un 25,9% entre 25 i 44, un 25,3% de 45 a 60 i un 18% 65 anys o més.
L'edat mediana era de 41 anys. Per cada 100 dones de 18 o més anys hi havia 85,3 homes.
La renda mediana per habitatge era de 27.500 $ i la renda mediana per família de 32.311 $. Els homes tenien una renda mediana de 26.176 $ mentre que les dones 20.000 $. La renda per capita de la població era de 14.303 $. Entorn de l'11,2% de les famílies i el 16,4% de la població estaven per davall del llindar de pobresa.